# الکساندر راسکوی
الکساندر راسکوی (روسی: Алекса́ндр Влади́мирович Руцко́й؛ IPA: [rʊtsˈkoj]؛ زادهٔ ۱۶ سپتامبر ۱۹۴۷) سیاست‌مدار اهل روسیه است.
وی همچنین برندهٔ جوایزی همچون درجه پرچم سرخ، نشان لنین، و قهرمان اتحاد شوروی شده‌است.